# Peresztegi Nagy Kinga
Peresztegi-Nagy Kinga (Győr, 2001. október 11. –) magyar válogatott vízilabdázó, jelenleg az UVSE Hunguest Hotels játékosa, szélső poszton.

## Pályafutása

### Győri VSE
Kisgyerekként szülővárosában, Győrben kezdett el teniszezni és kézilabdázni, de miután bátyja vízilabdázott, 2013-ban engedett a helyi klub csábításának és elment a fiatal pólósok nyári edzőtáborába. Innentől a Győri VSE utánpótlás csapataiban szerepelt. A korosztályából ügyességével és gólérzékenységével hamar kiemelkedett.

### Racionet Honvéd (Polo SC)
Ennek köszönhetően nem is kellett sokat várni egy nagyobb klub megkeresésre. 2016-ban a Racionet Honvéd utánpótlásába, a Polo SC-be került. Elvileg a korosztályos csapatokba igazolták, de már az első évében rendszeresen játszott a felnőtt csapatban is. Ennek köszönhetően már a 2016/17-es évadban bemutatkozhatott az OB I-ben és a magyar kupában is. Két évig játszott a klubnál majd a címvédő UVSE Hunguest Hotels-hez szerződött.

### UVSE Hunguest Hotels
2018-ban kereste meg a bajnoki címvédő UVSE Hunguest Hotels, akikhez végül ősszel csatlakozott is. Mai napig az egyesület játékosa, itt érte el az első felnőtt sikereit. 2018. december 16-án a csapattal megnyerte a magyar kupát majd december 22-én a magyar szuperkupát is. 2019 tavaszán az UVSE-vel veretlenül magyar bajnokságot nyert. A 2019/20-as szezonban a magyar kupában ezüstérmet szereztek, azonban a bajnokságot a koronavírus járvány miatt törölték, így ott nem hirdettek eredményt. A következő bajnoki idényben a magyar kupában ismét ezüstérmet szereztek, azonban tavasszal másodszorra is magyar bajnok lett a csapattal. A 2021/22-es idényben a kupában nem jutottak a döntőbe, azonban a bajnokságban az UVSE-vel sikerült megszerezni a harmadik magyar bajnoki címét is.

### A válogatottban
A 2018-as ifjúsági vb-n hatodik helyen végzett. A 2021-es U20-as világbajnokságon bronzérmet szerzett. 2022. augusztus 3-án a Sassariban rendezett felkészülési kupán mutatkozott be a felnőtt válogatottban Izrael ellen. 2022. augusztus 17-én bekerült  a női felnőtt válogatott európa bajnoki keretébe. A 2022-es Európa bajnokságon a válogatottal az ötödik helyen végzett.

## Sikerei

### Klubokban
UVSE Hunguest Hotels
- Magyar bajnokság:
  - Aranyérmes: 2018–2019, 2020-2021, 2021–2022, 2023–2024
  - ezüstérmes: 2024–2025
- Magyar vízilabdakupa:
  - Győztes: 2018, 2023, 2024
  - Döntős: 2019, 2020, 2022

- Magyar szuperkupa:
  - Győztes: 2018

- LEN Bajnokok Ligája:
  - Harmadik hely: 2020-21

- LEN Euro kupa:
  - Győztes: 2022-23,

## Statisztika

### Klubcsapatokban
Legutóbb 2023. június 1-én lett frissítve.
| Klub                 | Szezon         | Bajnokság      | Bajnokság | Bajnokság | Kupa  | Kupa  | Európai kupák | Európai kupák | Egyéb | Egyéb | Összesen | Összesen |
| Klub                 | Szezon         | Liga           | Mérk.     | Gólok     | Mérk. | Gólok | Mérk.         | Gólok         | Mérk. | Gólok | Mérk.    | Gólok    |
| -------------------- | -------------- | -------------- | --------- | --------- | ----- | ----- | ------------- | ------------- | ----- | ----- | -------- | -------- |
| Racionet Honvéd      | 2016–17        | OB I           | 26        | 10        | 2     | 0     | —             | —             | —     | —     | 28       | 10       |
| Racionet Honvéd      | 2017–18        | OB I           | 18        | 31        | 6     | 8     | —             | —             | —     | —     | 24       | 39       |
| Racionet Honvéd      | Összesen       | Összesen       | 44        | 41        | 8     | 8     | —             | —             | —     | —     | 52       | 49       |
| UVSE Hunguest Hotels | 2018–19        | OB I           | 17        | 17        | 4     | 1     | 2             | 1             | 1     | 0     | 24       | 19       |
| UVSE Hunguest Hotels | 2019–20        | OB I           | 13        | 23        | 6     | 12    | 6             | 1             | —     | —     | 25       | 36       |
| UVSE Hunguest Hotels | 2020–21        | OB I           | 20        | 27        | 10    | 18    | 8             | 5             | —     | —     | 38       | 50       |
| UVSE Hunguest Hotels | 2021–22        | OB I           | 15        | 15        | 3     | 1     | 6             | 3             | —     | —     | 24       | 19       |
| UVSE Hunguest Hotels | 2022–23        | OB I           | 23        | 47        | 4     | 2     | 12            | 16            | —     | —     | 39       | 65       |
| UVSE Hunguest Hotels | Összesen       | Összesen       | 88        | 129       | 27    | 34    | 34            | 26            | 1     | 0     | 150      | 189      |
| Teljes karrier       | Teljes karrier | Teljes karrier | 132       | 170       | 35    | 42    | 34            | 26            | 1     | 0     | 202      | 238      |

1. ↑  Az összes mérkőzései a nemzetközi kupákban.
2. ↑  Magába foglalja a Magyar szuperkupán való szerepléseit.

### A válogatottban
| Magyarország | Magyarország | Magyarország |
| Év           | Mérk.        | Gólok        |
| ------------ | ------------ | ------------ |
| 2022         | 11           | 11           |
| Összesen     | 11           | 11           |